# Mondoubleau
Mondoubleau é uma comuna francesa na região administrativa do Centro, no departamento Loir-et-Cher. Estende-se por uma área de 4,84 km². Em 2010 a comuna tinha 1 371 habitantes (densidade: 283,3 hab./km²).